# Modřín v Josefově Dole
Modřín v Josefově Dole je památný modřín opadavý, který roste v zaniklé osadě Josefův Důl u Zvonkové. Obvodem kmene (528 cm) jde o nejmohutnější památný modřín jižních Čech a druhý nejmohutnější v Česku (po Modřínu u Petrovic). Nachází se na okraji lesního porostu 16 b, v Medvědím lese, severně od Medvědího potoka.

## Základní údaje
- název: Modřín Josefův Důl
- výška: 34 m[1]
- obvod: 528 cm[1]
- stáří: 195 let